# Wahl
Wahl Clipper Corporation — провідна американська компанія з виробництва високоякісних професійних перукарських інструментів та аксесуарів, заснована в 1919 році.
Завод і головний офіс знаходяться в м. Стерлінг, штат Іллінойс, США.
Офіційне представництво професійної лінії товарів корпорації Wahl з 2014 року є також в Україні, розташоване у Львові та Чернівцях.

## Історія
Компанія заснована 1919 році, тоді ж Лео Вол (Leo J. Wahl) запатентував свій винахід — машинку для стрижки волосся з електромагнітною котушкою, після чого в компанії Wahl починається виробництво цих машинок.
Це була перша мережева машинка для стрижки з мотором, який поміщався на долоні, а не стояв окремо і був з'єднаний із машинкою через гучку трансмісію.
Після отримання патенту на свій винахід Лео Уолл змінює назву своєї фірми і реєструє її як Wahl Clipper Corporation (WCC).
Першими моделями, які були вироблені на цьому заводі були Model 88 (1925 р.в.), Model Small 89 (1926 р.в), та Model 79 (1927 р.в.). Всі вони мали неймовірний успіх.
Завдяки розвитку виробничих технологій WCC росте як вертикально інтегрована виробнича компанія: практично всі деталі продукції Wahl були виготовлені на власному заводі.
Це сприяло появі машинок Taper Giant у 1946 і Senior Clipper в 1953.
Два десятки «Перших», так називали період з 1960 по 1970 роки, коли корпорація WAHL задавала тон у галузі та запускала під своїм брендом нові категорії товарів.
Так з 1960 по 1970 роки з'явились перша машинка для стрижки тварин, перша безпровідна машинка для стрижки, перший безпровідний тример, перший безпровідний паяльник.
У 2006 році. — Wahl створює машинку для стрижки «Aero Clipper» на замовлення NASA для використання космонавтами під час польотів.